# 新橋倶楽部事件
新橋倶楽部事件（しんばしくらぶじけん）とは、1911年に起きた、東京相撲の騒擾事件である。

## 経緯
1911年1月、本場所を前に関脇以下の関取らが回向院に集結。歩方金増額など待遇改善を要求する決議を行い、浪ノ音ら11名が力士代表として横綱大関全員に協会への交渉を願い出た。
力士側の要求に対し、協会側は「両国国技館の建設費の借入金の返済が先」ということで利益が少ないと回答した。協会側の回答に対し力士側は「これまで九日出場から十日出場に増えたため（歩方金の）増額は当然」と返答し、平行線となった。横綱大関は「本場所の日数を十日から十五日に延長すれば要求に応じられる」と妥協案を示したが、力士側は拒否した。玉椿を除く十両以上の54名が新橋倶楽部へ立て籠もり、稽古用の土俵を築くなどして、独立興行をやるとの強気の姿勢を示した。
力士側から緑島や両国ら脱落者が出たり、双方の仲介に立つ者が出たりと、歩み寄りの姿勢が見られ、本場所の収入の10分の1の中から3分の2を慰労金として各関取に支給することや、残りの3分の1を養老金として積み立てることで決着を見た。
1月23日に協会側と力士側の双方が妥結合意し、国技館で手打ち式が行われた。2月4日に1ヶ月遅れで本場所が開幕した。